# Parangtritis

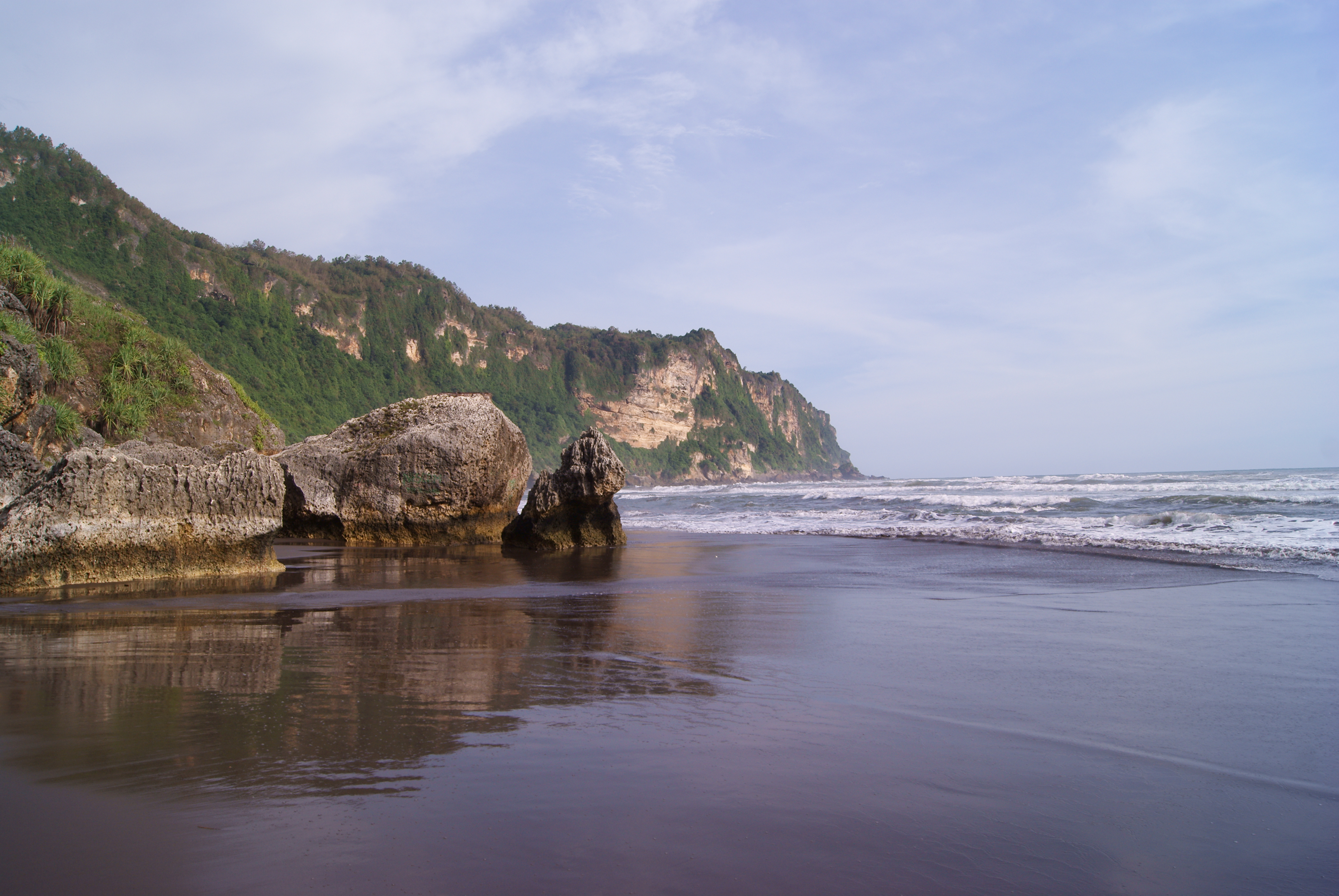
Am Strand von Parangtritis

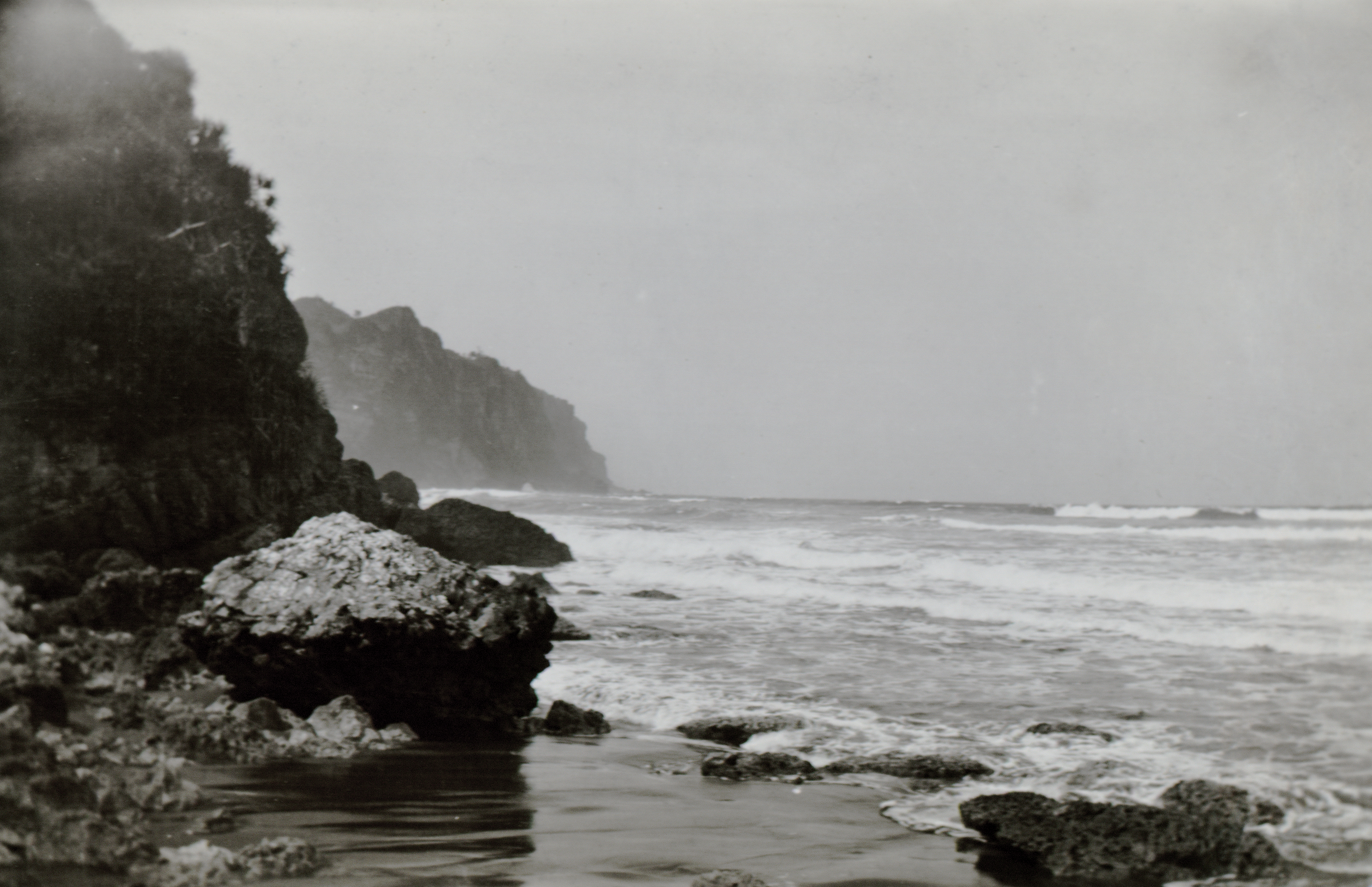
Parangtritis, circa 1925.

Parangtritis ist ein indonesischer Ort ca. 30 km südlich von Yogyakarta auf Java. 
Parangtritis liegt am Indischen Ozean. Der Strand des Ortes ist wegen seiner gefährlichen Strömung nicht zum Schwimmen geeignet. Es gibt jedoch abgetrennte Frischwasserbereiche, in denen Schwimmen möglich ist.  Charakteristisch sind die schwarzen Sanddünen.
Westlich des Orts liegt Parang Weang mit seinen heißen Quellen, östlich die Meditationshöhlen Gua Cerme und Gua Langse.